# Maximites
Maximites – rodzaj głowonogów z wymarłej podgromady amonitów, z rzędu Goniatitida.
Żyły w okresie karbonu (moskow - gżel).